# Cynops wolterstorffi
Cynops wolterstorffi (tên tiếng Anh: Yunnan Lake Newt hoặc Wolterstorff's Newt; tiếng Trung: 滇池蠑螈 - Điền Trì vinh nguyên) là một loài kỳ giông thuộc họ Salamandridae. Nó chỉ có ở gần hồ Côn Minh ở Vân Nam, Trung Quốc. Loài này có ở vùng nước hồ nông và các vùng nước ngọt lân cận. Dù đã được điều tra kĩ, người ta vẫn chưa thấy chúng kể từ năm 1979, và do vậy nó được xem là đã tuyệt chủng. Lý do tuyệt chủng được cho là mất môi trường sống, ô nhiễm và do các loài di thực.

## Hình ảnh

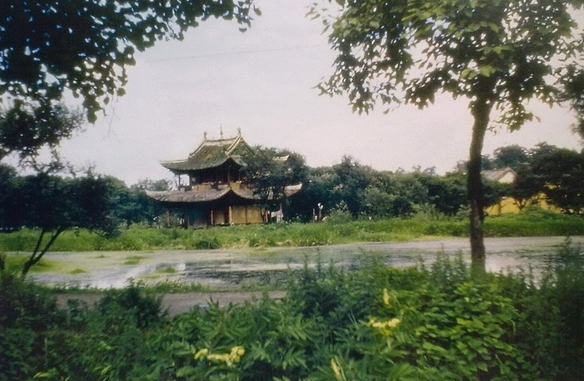